# میشل پولورینو
میشل پولورینو (انگلیسی: Michele Polverino؛ زادهٔ ۲۶ سپتامبر ۱۹۸۴) بازیکن سابق فوتبال اهل لیختن‌اشتاین است که در پست هافبک برای تیم ملی لیختن‌اشتاین بازی می‌کرد.